# Ban Nongmoun
Ban Nongmoun – wieś położona w południowo-wschodnim Laosie, w prowincji Attapu, w dystrykcie Sanamxay.